# Port Sudan
Port Sudan (arabiska: بورتسودان, Būr Sūdān), är en hamnstad i Sudan. Staden har en befolkning på omkring 489 725 invånare (2007), vilket gör den till landets tredje största stad. Staden är belägen vid Röda havet, är huvudort i delstaten al-Bahr al-Ahmar och Sudans främsta hamnstad.
Port Sudan grundades under 1900-talets första decennium när Sudans anglo-egyptiska regering beslöt att anlägga en ny modern hamn vid Röda havet, som ersättning för den tidigare hamnstaden Sawakin. Förutom hamnen har staden också en flygplats och genom Port Sudan passerar stora delar av landets import av bland annat maskinerier, fordon, tjockolja och byggnadsmaterial, och export av bland annat bomull, gummi arabicum, matolja, med mera. Staden har ett oljeraffinaderi och en oljeledning till Khartoum. Det går tåg mellan Nilen och Port Sudan och motorväg till huvudstaden Khartoum. 
Många afrikanska muslimer passerar, i samband med den muslimska vallfärden hajj, genom Port Sudan på väg till Mekka via Jidda på andra sidan Röda havet i Saudiarabien.

## Bilder

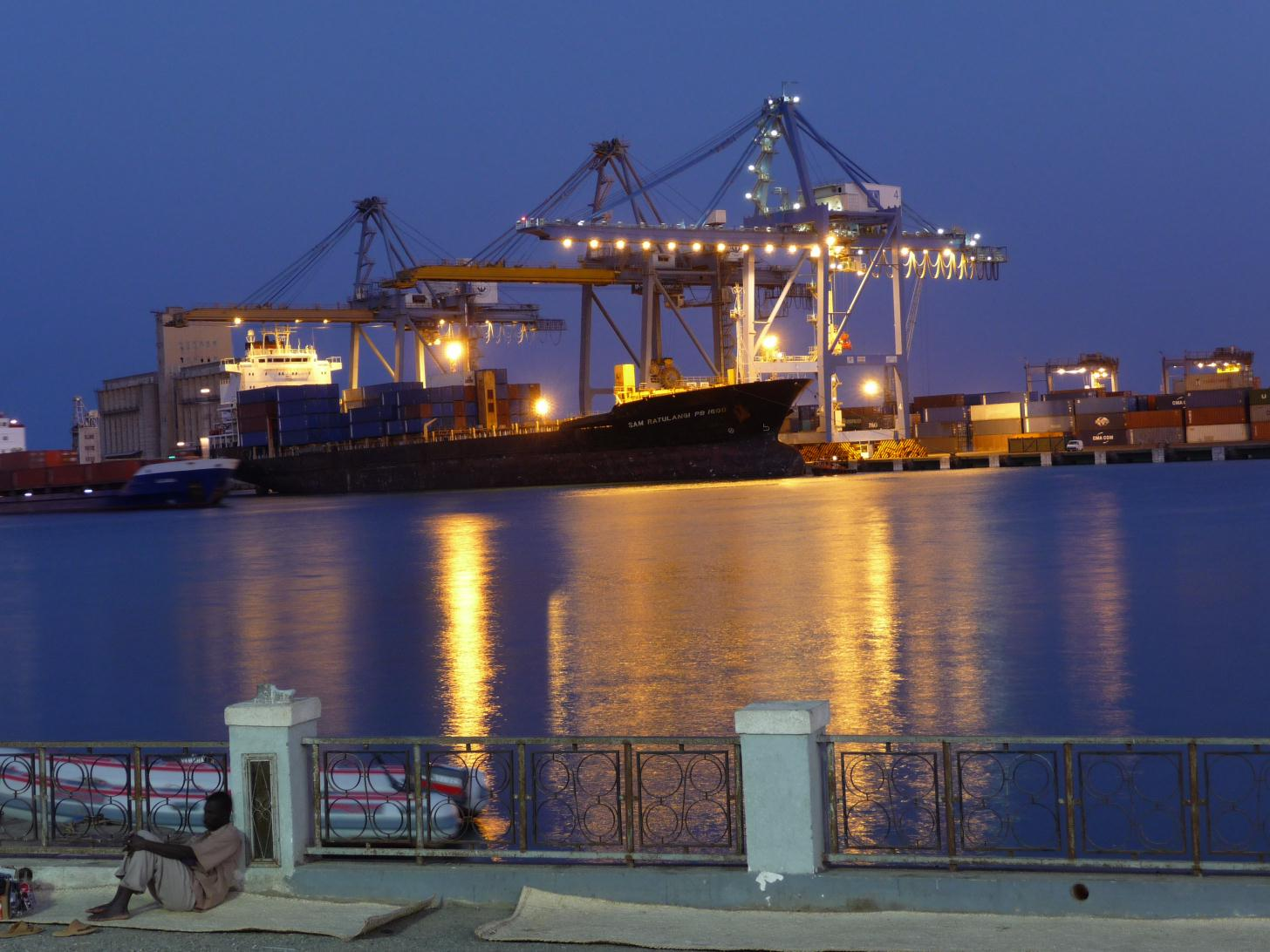
Containerterminal i Port Sudan
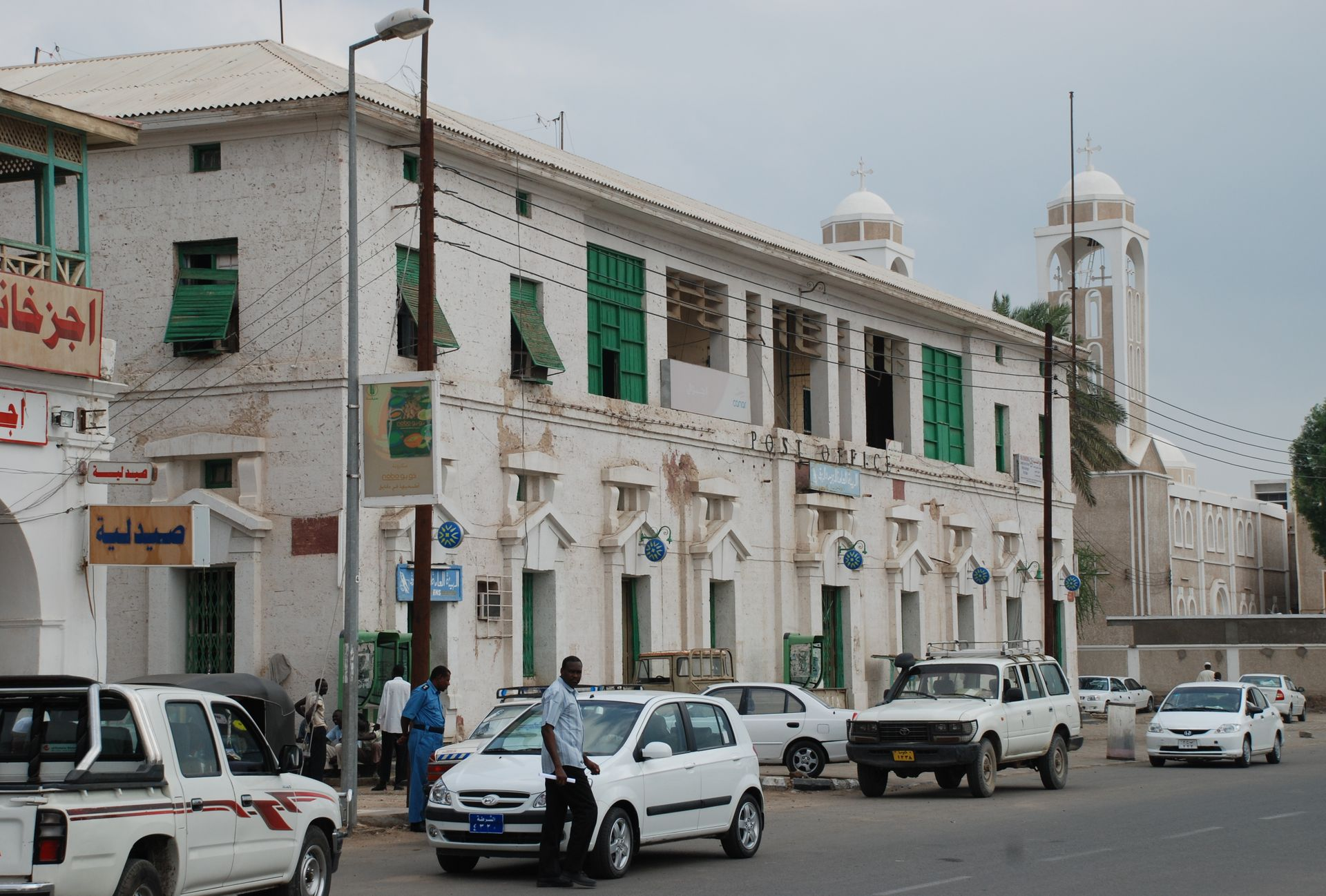
Postkontor
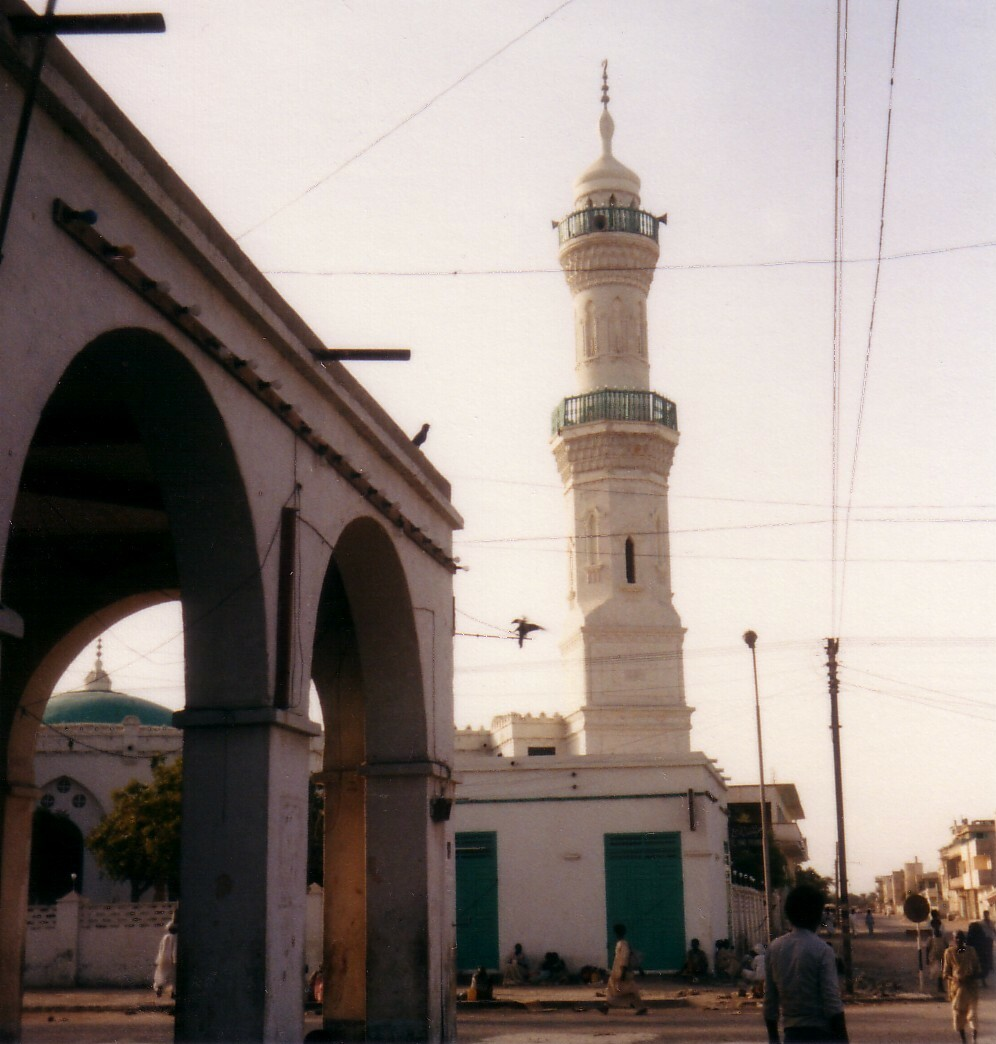
Minaret